# Pygomalus
Pygomalus is een geslacht van uitgestorven zee-egels uit de klasse van de Echinoidea. Exemplaren van dit geslacht zijn slechts als fossiel bekend.

## Soort
- Pygomalus ovalis (Leske, 1778) †